# Cusset
Cusset település Franciaországban, Allier megyében. Lakosainak száma 13 329 fő (2022. január 1.). Cusset Bost, Busset, Creuzier-le-Neuf, Creuzier-le-Vieux, Molles, Saint-Étienne-de-Vicq, Le Vernet és Vichy községekkel határos.

## Népesség
A település népességének változása:
| Lakosok száma | 13 117 | 14 355 | 13 567 | 13 414 | 13 545 | 12 918 | 12 661 | 12 474 | 12 677 | 13 329 |
|               | 1968   | 1982   | 1990   | 2006   | 2013   | 2015   | 2017   | 2019   | 2020   | 2022   |

## Testvérvárosai
- Nagyenyed, Románia (2000)[2]